# Macroclinium mirabile
Macroclinium mirabile är en orkidéart som först beskrevs av Charles Schweinfurth, och fick sitt nu gällande namn av Dodson. Macroclinium mirabile ingår i släktet Macroclinium och familjen orkidéer. Inga underarter finns listade i Catalogue of Life.